# История доспехов

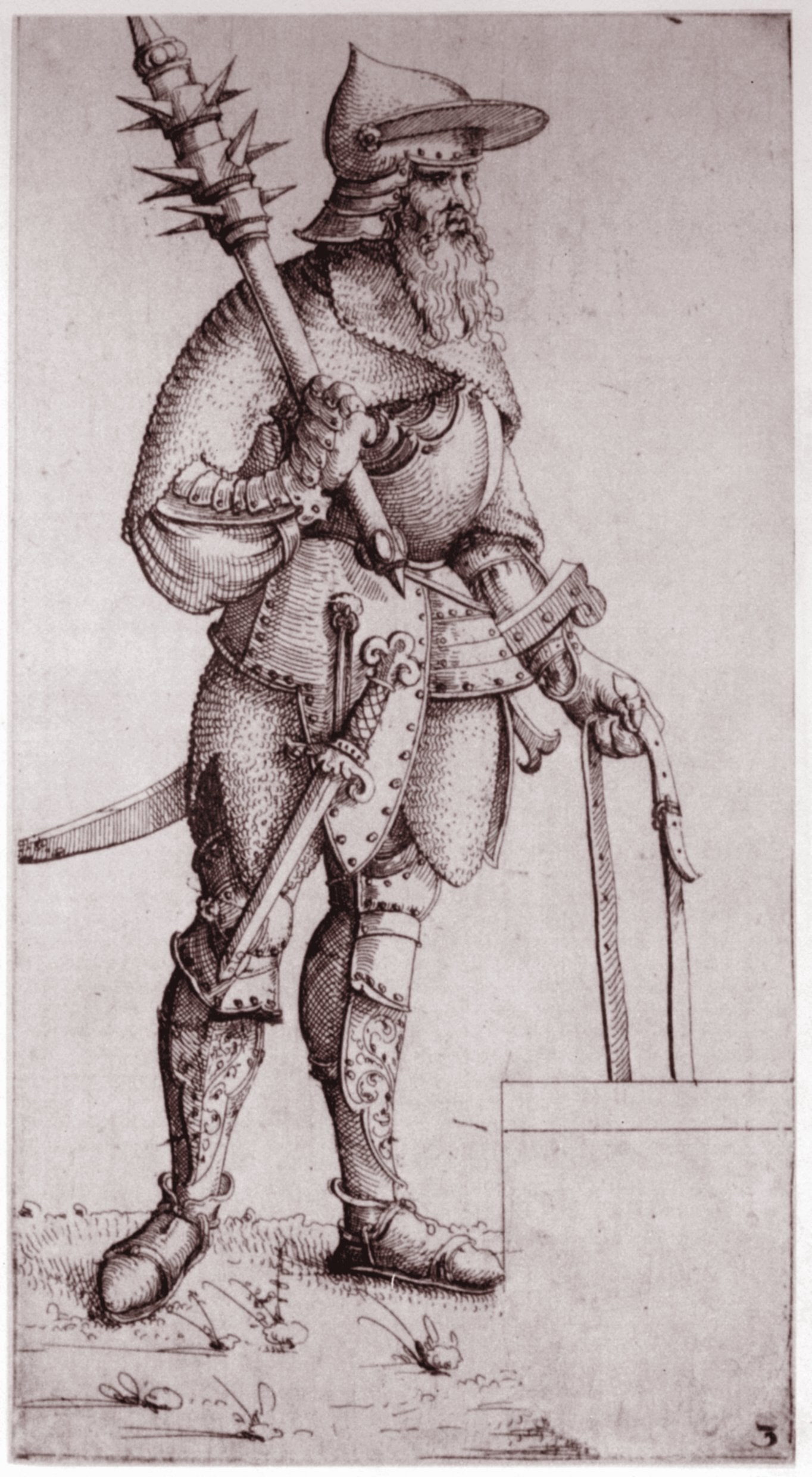
Доспехи «в старом стиле». Гравюра Августина Хиршфогеля

С доисторических времён человек искал способы защитить своё тело от ударов врага. Вместе с доспехами эволюционировало и оружие, что делало старые доспехи менее эффективными.

## Первые доспехи

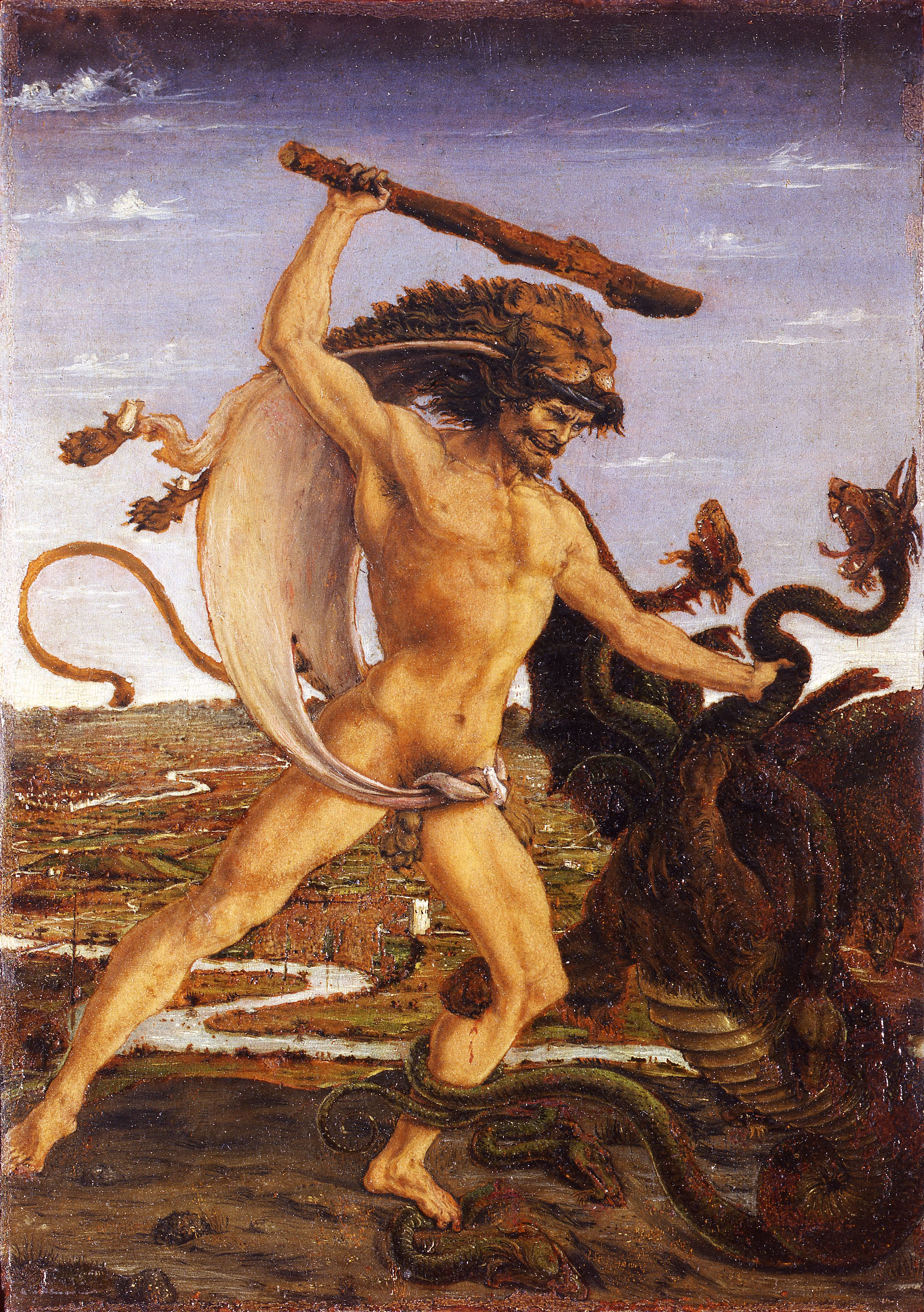
«Геркулес сражается с Гидрой»

Самым первым доспехом была шкура животного. Шкура оборачивалась вокруг тела либо просто набрасывалась на плечи и свисала сзади, прикрывая спину. Так был одет мифический Геракл или, например, германские племена, нападавшие на Римскую империю ещё до новой эры.
Причина, почему в древности считали более важным защитить спину, а не грудь кроется в специфике варварской тактики ведения боя. Как отмечали античные источники, варвары не считали позорным бегство, то есть показание противнику спины, и если удары, направленные в грудь, ещё можно было отбить, то избежать ударов в спину было сложнее. Также возможно, что варвары плохо держали строй и поэтому бой был хаотичным — битва сводилась не к противостоянию «линии на линию», каким был строй римлян, а к неупорядоченной стычке массы воинов, и можно было получить удар в спину от другого воина, а не только от того, кто был напротив.

## Бумажные доспехи
Древние китайцы использовали бумагу для производства доспехов. Например, в IX в. н. э. губернатор Су Шан из Хотуна провинция Шэньси содержал регулярную армию из 1000 солдат, одетых в доспехи из толстой плиссированной бумаги. Эти доспехи могли отразить попадание стрелы под прямым углом. Такие доспехи стали обычными как на земле, так и на море и например, в XII в. некий судья Чэнь Тэ Сю попросил у центральных властей обменять 100 комплектов железных доспехов на 50 комплектов из лучшей бумаги. Со временем возросшая пробивная сила арбалетов, стрелявших стрелами с железными наконечниками, сделала бумажные доспехи бесполезными.

## Матерчатые доспехи
Матерчатый доспех (стёганка или линоторакс), зачастую повторяющий вид гражданской одежды, сделанной из большого количества (от 5 до 30) склеенных или простёганных слоёв материи, был распространён у множества народов. Их использовали египтяне, греки, македоняне, ацтеки. Матерчатые доспехи имели различный вес, — в основном от двух до шести килограммов, стоимость же их была сравнительно невысокой в связи с чем они были достаточно сильно распространены.

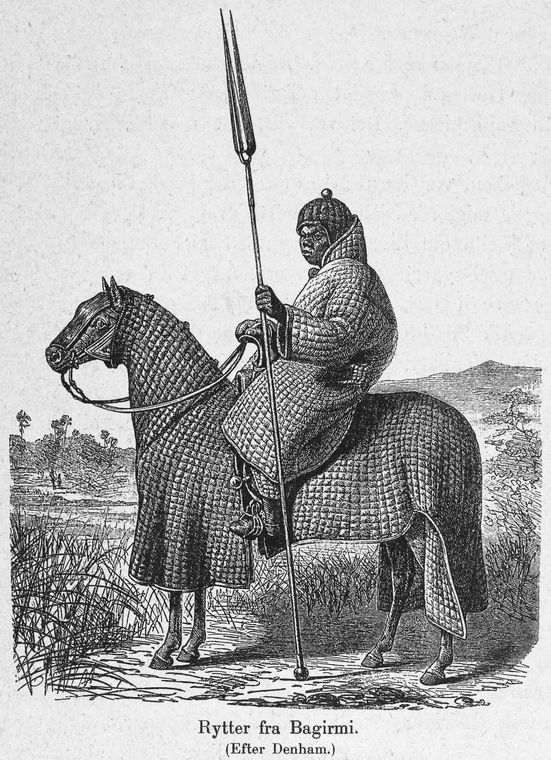
Конный воин султаната Багирми (Чад) в стёганом доспехе по описанию Диксона Денема. 1823 г.

Мексиканские ацтеки также использовали толстые хлопчатобумажные одежды в качестве доспехов. Их армия, сражавшаяся с испанскими конкистадорами, была одета в стёганые плотно подогнанные костюмы из слоёв ваты в два пальца толщиной, называвшиеся «эскауипили» (ацт. ичкауипилли). Ацтеки переняли эту технологию у индейцев майя, которые изобрели разновидность доспехов — туники, подбитые ватой и пропитанные специальным рассолом. Испанские конкистадоры заимствовали подобные доспехи у майя после похода Эрнандеса де Кордобы на Юкатан в 1517 году.
Наибольший расцвет этого типа доспехов пришёлся на средневековую Европу и употреблялся вплоть до XVI столетия.
Следует упомянуть приказ монгольским воинам XII—XIII веков носить шёлковые рубашки на голый торс, как под доспехи, так и без них — этот способ уменьшал глубину ран от стрел и облегчал их удаление.
В Средневековье хороший, многослойный, стёганый доспех предоставлял достаточно неплохую защиту как от рубящих ударов мечей, так и от стрел. Он не сковывал движений, потому ополченцами достаточно часто использовался как индивидуальный доспех. Также на средневековых миниатюрах иногда встречается ношение стёганой куртки поверх кольчуги надетой на гражданскую одежду. Более высокие сословия использовали стёганые куртки в основном как поддоспешники (акетоны или гамбезоны), надевая их под латные и бригантные доспехи.
Защита в виде кафтана, набитого конским волосом, пенькой и ватой применялась китайцами и древними греками. Пеньковый кафтан до пят при весе около 8 кг хорошо защищал от стрел, от секущих ударов сабли, и в какой-то степени амортизировал удары.
Воины Московского государства XVI—XVII веков использовали доспех, представлявший собой кафтан с короткими рукавами, подбитый паклей, вымоченный в рассоле и простёганный пенькой, называвшийся тегиляем, название которого, по мнению известного оружиеведа-востоковеда М. В. Горелика, происходит от монгольского хатангу дегель — «прочный, как сталь, кафтан».
Подобно западноевропейским гамбезонам и акетонам, русские набивные доспехи могли использоваться и в комплекте со стальными, так, в XVI—XVII веках на них ремнями крепились элементы доспехов — кираса, наручи и пр.

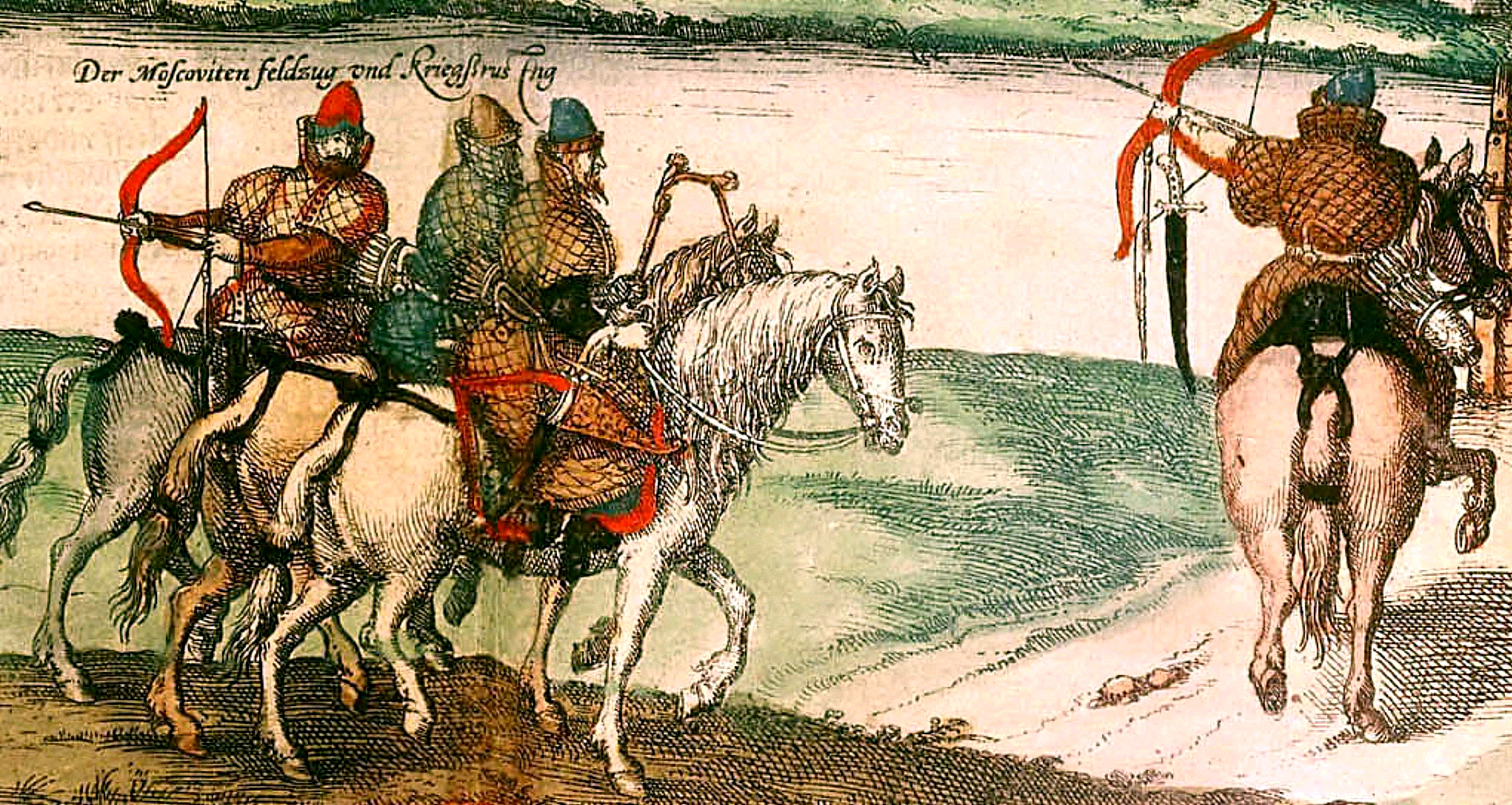
Лучники русской поместно-дворянской конницы в тегиляях. Иллюстрация из издания «Записок о Московии» Сигизмунда Герберштейна 1556 года

Похожий принцип использовался и народами Кавказа. Валяная из шерсти бурка (по сути — валенок) практически не разрубалась саблей, выдерживала стрелы и даже пули из семилинейных ружей (с дистанции около 100 метров) и хорошо амортизировала удары. Защиту ещё более увеличивали стоячие плечи на костяной основе. Однако её легко можно было проткнуть — бурка пробивалась узким копьём, штыком или кинжалом со специально зауженным остриём.
Другим недостатком доспехов из валяной шерсти было то, что они были слишком толстые, тяжёлые и в них было жарко. Укрепить поверх неё другие доспехи было нельзя (хотя кольчуга могла быть надета и под бурку).
Переходным видом от матерчатого к металлическому доспеху были накидки, применявшиеся рядовыми воинами рыцарских орденов. В них на груди, иногда и на спине были вшиты металлические пластины (подобно тому, как это делается на некоторых современных бронежилетах).

## Кожаные доспехи
Дальнейшее развитие идеи защиты из шкур представляли собой доспехи из нескольких слоёв кожи.
Кожа для изготовления панциря бралась максимально жёсткая и толстая — предпочтительно от буйвола или верблюда, встречалась и коровья. Затем путём вываривания в масле коже придавалась дополнительная твёрдость.
Лучшие образцы многослойных доспехов из кожи по прочности не уступали металлическим, но весили больше и их срок использования был меньше. Смазывание жиром кожаных доспехов помогало увеличить срок эксплуатации, но даже эти меры не могли продлить их использование дольше, чем на 3—5 лет. Кожа быстро запревала и приходила в негодность. Помимо твёрдости, кожа имеет важное для защиты от стрел свойство — вязкость. Чередование в доспехе вываренной кожи и сыромятной давало очень хорошую защиту от стрел, рубящих и колющих ударов. Вес доспехов из кожи разнится от нескольких кг до двух, а иногда трёх десятков кг.
При всех своих достоинствах, кожаный панцирь совсем не защищал от оружия ударно-дробящего действия, вдобавок мог быть уничтожен несколькими сильными ударами рубящего оружия, например двуручным мечом. Уступая своим более поздним собратьям в защите, кожаные доспехи продолжали использоваться как часть доспехов или как поддоспешник, иногда кожаные поножи носились как дополнительная защита ног при отсутствии кольчужных поножей.

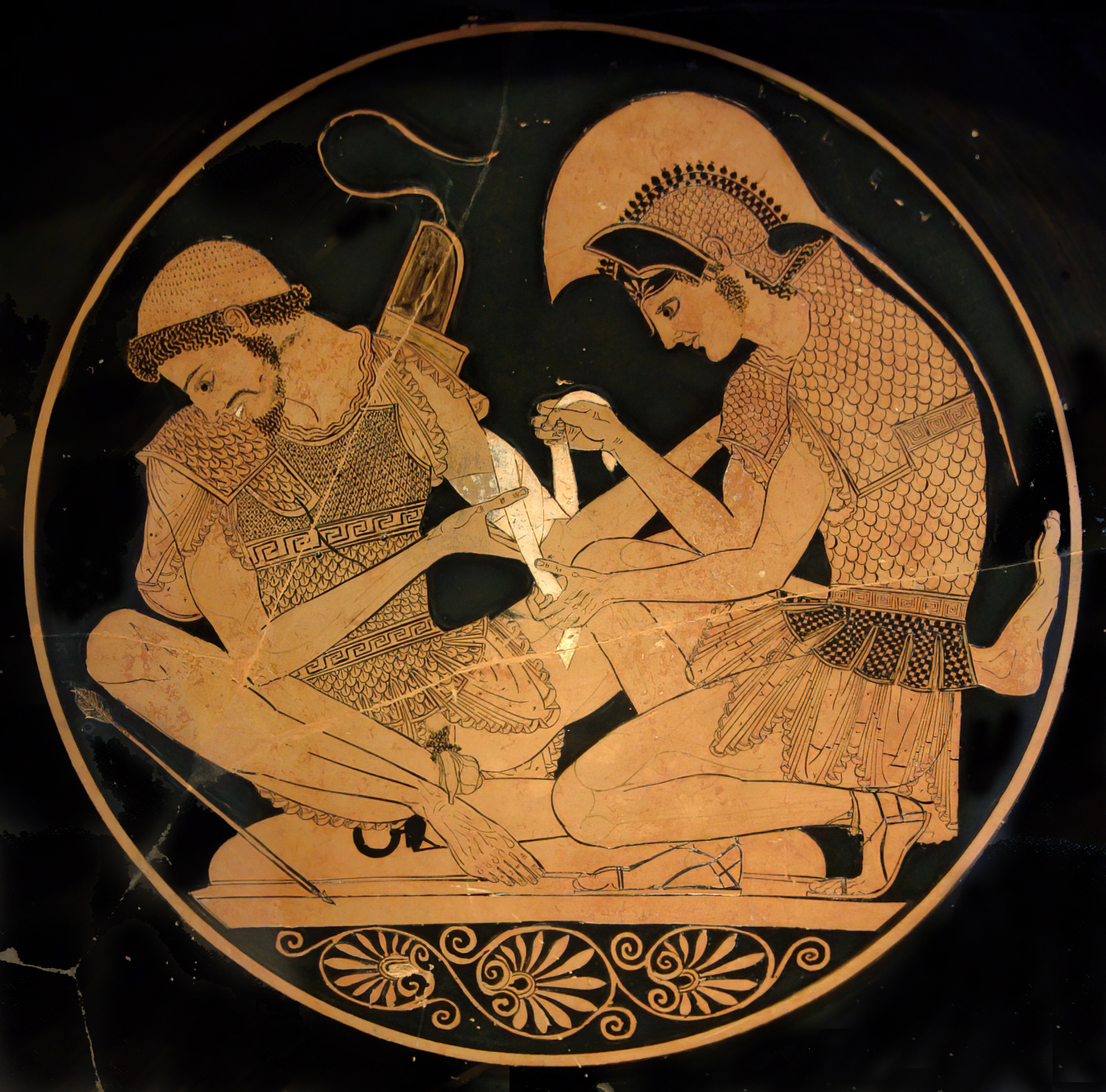
Ахилл в чешуйчатом доспехе, перевязывающий Патрокла. Рисунок на вазе

## Ламеллярный доспех
Первые чешуйчатые панцири были сделаны в Древней Месопотамии из меди. Затем чешую стали делать бронзовой, а ещё позже стальной. В последнем виде она и приобрела большую популярность.
Преимущества чешуи были очевидны: сделать просто, так как выковывать приходится только небольшие плоские элементы; кроме того, эти элементы могли быть сделаны из твёрдой стали — из-за небольшого размера они не могли сломаться, разрубить же или проткнуть закалённую сталь практически невозможно. К тому же крепились пластинки с нахлёстом, причём способом, исключающим проникновение клинка под одну из них с последующим пробитием кожаной основы.

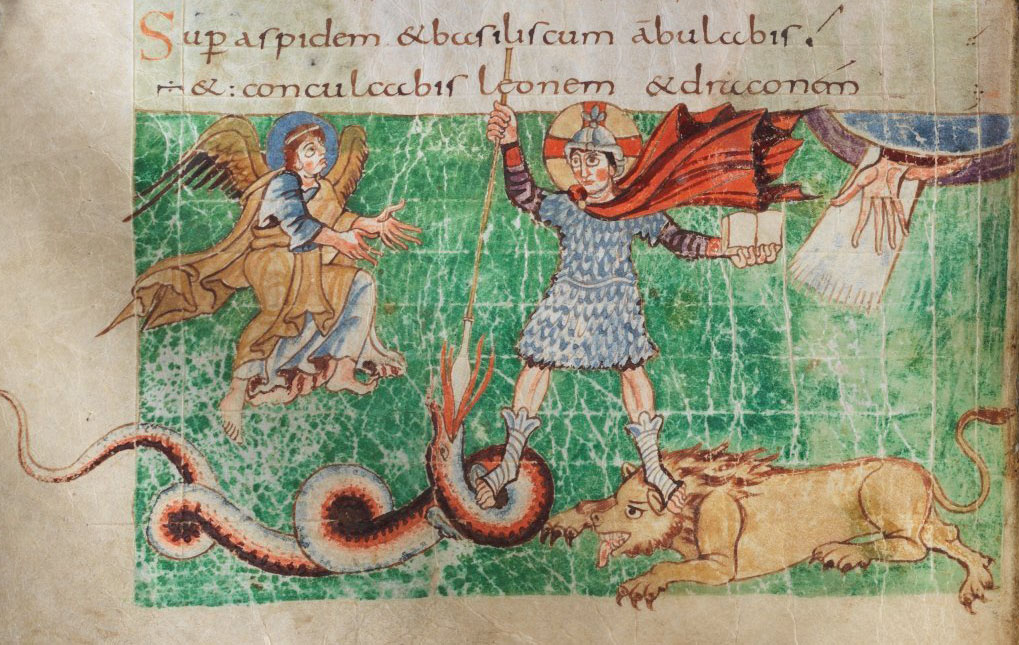
Каролингский воин в чешуйчатом доспехе. Миниатюра из Штутгартской псалтыри, 825 г. Л. 23

При всей своей простоте, из всех разновидностей доспехов чешуя оказалась самой надёжной — пробивалась только пулей, да и то не любой. Серьёзным недостатком чешуи был её большой вес. Например, сплошной сочленённый рыцарский доспех XV века весил около 25 килограммов, а чешуйчатый панцирь, прикрывающий только грудь, спину и бёдра, — почти столько же.
Чешую использовали и ассирийцы, и греческие гоплиты, и римские всадники, и парфянские катафракты, и воины Каролингов, и русские дружинники.
Экзотическим вариантом чешуи являлись панцири из шкуры ящера-панголина, которыми в старину пользовались знатные воины индийских княжеств. Сохранилось два образца подобных доспехов, подаренных английским королям в XIX веке, роговые чешуйки которых покрыты лаком и позолочены.

## Ламинарный доспех

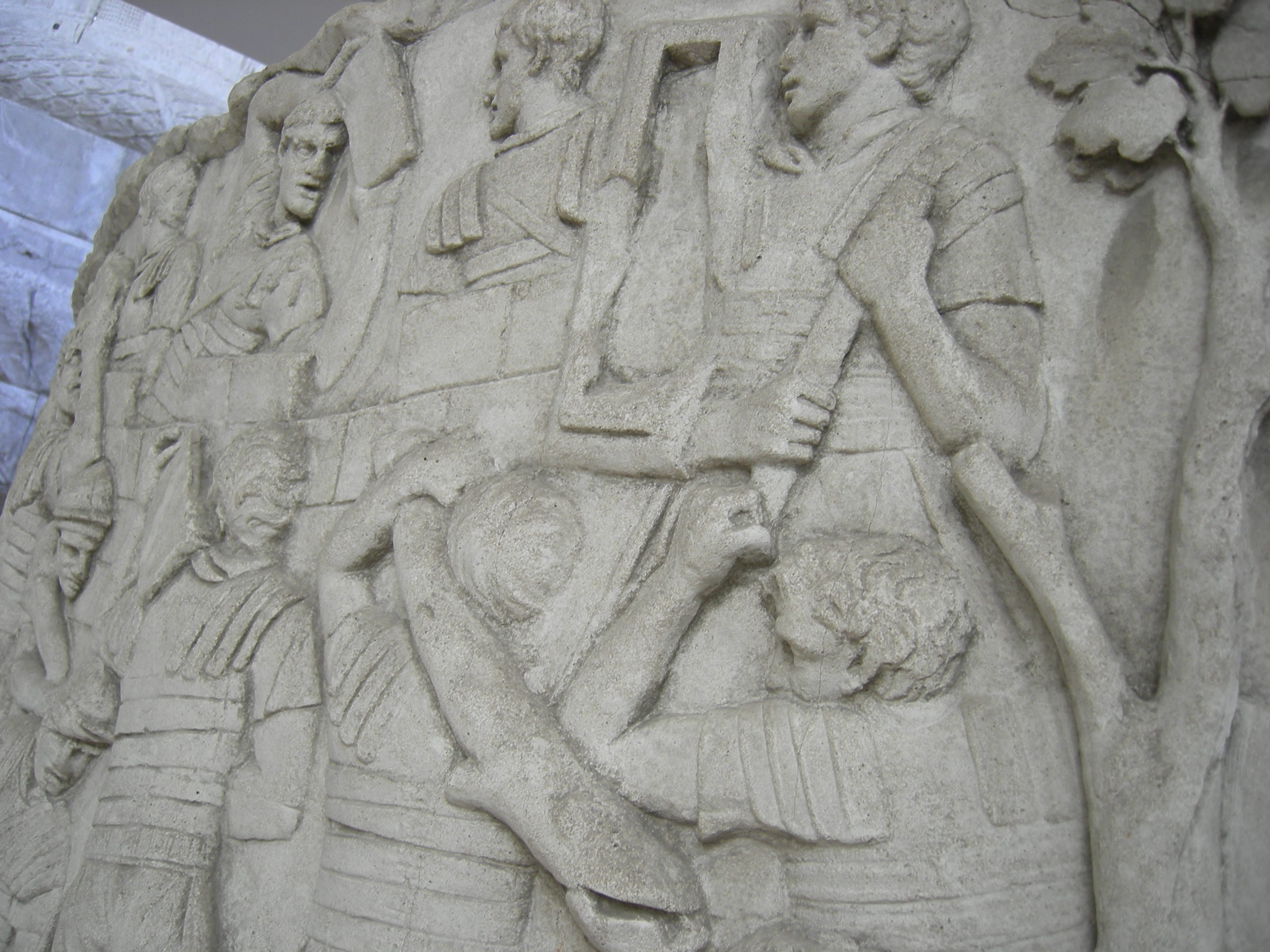
Легионеры в лорика сегментата. Рельеф колонны Траяна

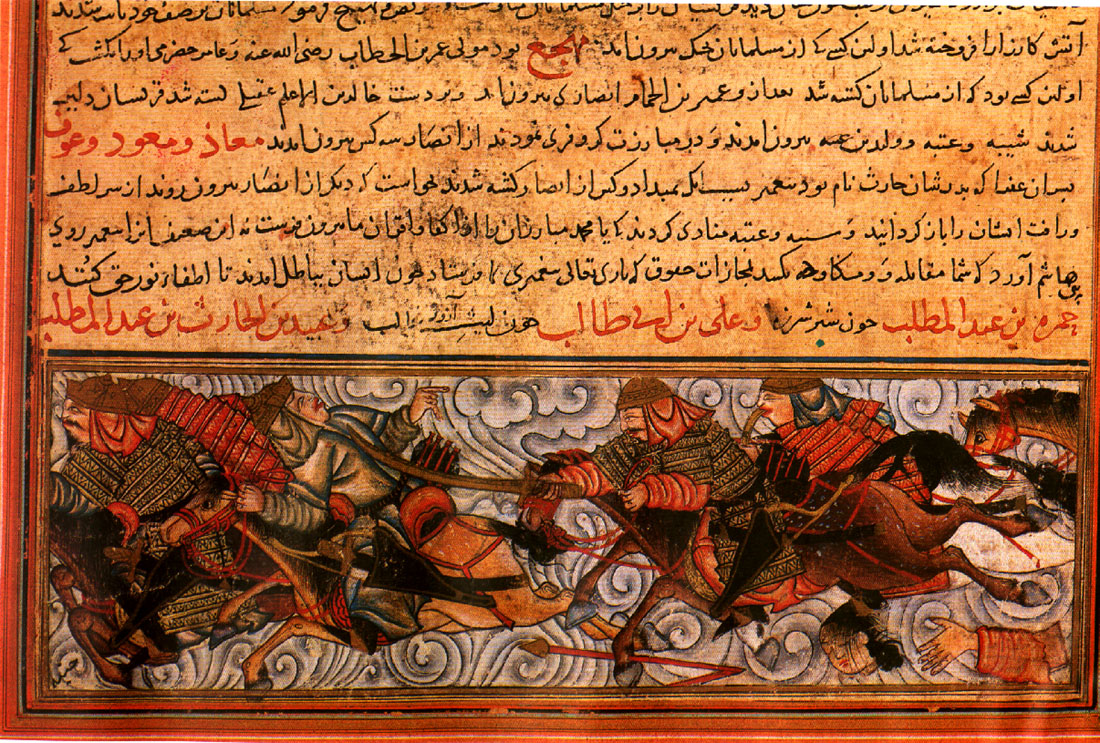
Всадники в ламинарных доспехах в битве при Бадре. Миниатюра персидской рукописи «Джами ат-таварих» Рашид-ад-Дина, 1314 г.

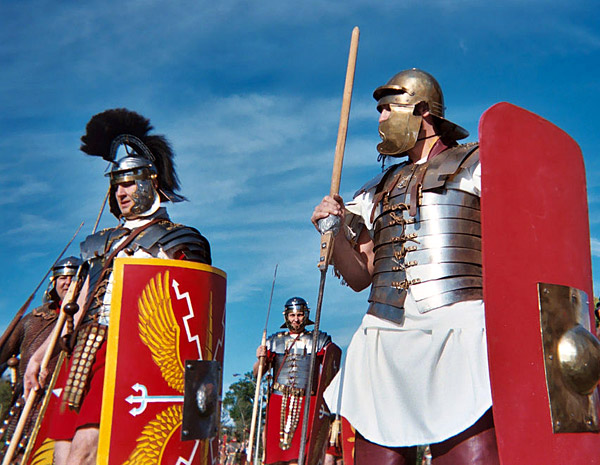
Лорика сегментата. Реконструкция

Наряду с ламеллярным доспехом, сравнительно рано использоваться стал доспех ламинарный (от лат. laminae — слой) — из подвижно соединённых друг с другом твёрдых поперечных полос. Наиболее ранние образцы такой защиты тела относятся к Микенской эпохе.

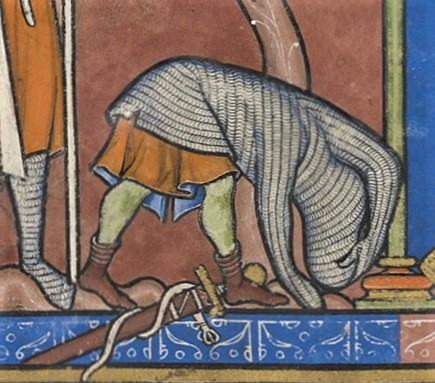
Воин, надевающий кольчужный хауберк через голову. Миниатюра из Библии Мациевского. 1240-е гг.

Наиболее известными примерами ламинарного доспеха являются римская лорика сегментата (lorica segmentata) и некоторые из поздних разновидностей доспехов японских самураев. Помимо лорики сегментаты, в древнем Риме была также известна и полная ламинарная защита конечностей, но в армии она практически не использовалась, применяясь в основном гладиаторами, которым обычно так защищали только одну руку (в некоторых случаях ещё и одну ногу) при незащищённом корпусе.
Использовался подобный тип доспеха и в монгольской армии, войсках Хулагуидов, Тимуридов и пр.

## Кольчужные доспехи

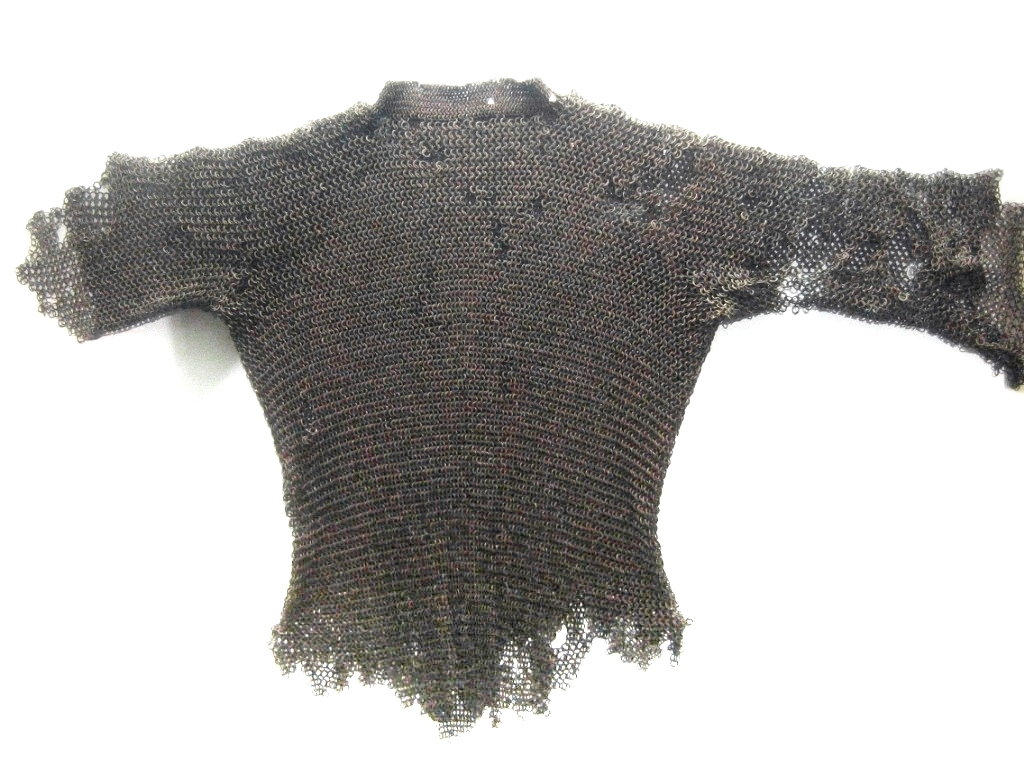
Часть хауберка

Альтернативой чешуе был самый популярный доспех в Европе средних веков — кольчужный, представлявший собой, начиная с X в., кольчугу с короткими рукавами.
По мнению ведущих европейских историков оружия (П. Коннолли, Дж. Вэрри, Э. Оукшотта и др.), впервые подобный вид защиты тела появился в древности у кельтов, и сравнительно рано был заимствован у них римлянами. К началу XII столетия такая кольчатая рубаха, получившая название хауберка, уже имела длинные рукава и почти полностью покрывала тело, дополнительно усиливаясь кольчужным капюшоном и кольчужными чулками.
Подобный доспех полностью защищал тело, весил сравнительно немного (ок. 8 кг, полный с чулками до 40 (по версии Окшотта) кг) и движения сильно не стеснял. Изготовлялась кольчуга методом волочения из железной проволоки, которая затем рубилась на кольца, частично клепавшиеся, а позже и сваривавшиеся. Богатые воины могли иметь вплетения, сделанные из медных колец.
Появившаяся в XIV—XV веке байдана была разновидностью кольчуги, но её кольца были больше и имели другую форму. Её вес достигал 6 кг. Однако, как и более ранние кольчуги, она не могла защитить от ударов колющего оружия.
Однако некоторые считают, что защиту хауберк давал весьма сомнительную. Вытянуть проволоку можно было только из самого мягкого и ковкого железа, поэтому кольчужные доспехи не рассекались саблей, но протыкались копьём и продавливались мечом. Не защищала кольчуга также от дубин и булав, да и удар тяжёлого меча мог оказаться летальным даже без пробития доспеха. Кроме того, кольчугу с близкого расстояния почти гарантированно пробивали тяжёлые арбалетные болты, так же её могла пробить специальная стрела с наконечником в виде длинной иглы, которая проникала между кольцами кольчуги и наносила тяжёлое ранение.
В наиболее развитых регионах Европы кольчуга стала доступной для среднего горожанина только в XIV веке.
Вплоть до начала XVII века кольчуга оставалась главным элементом снаряжения европейского воина, на Востоке же её использовали ещё в XIX веке.

## Пластинчатые доспехи

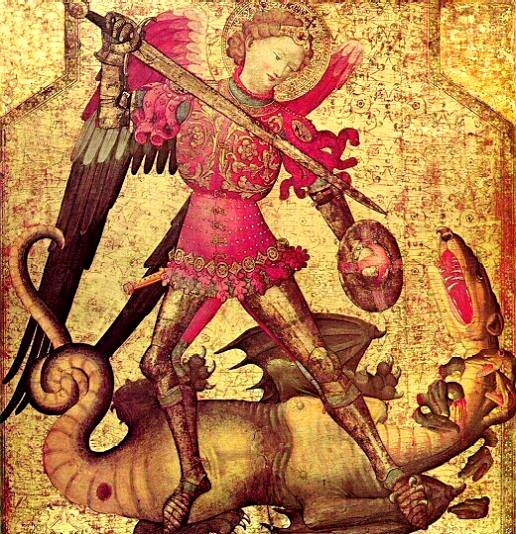
Латно-бригантинный доспех с крупнопластинчатой бригантиной — ещё не полные латы, но уже не доспех из кольчуги с бригантиной (картина со Святым Михаилом, начало XV века)

В Европе данный тип доспехов назывался бригантиной. Изначально пластины крепились на котту, позднее начали крепиться просто на тканевую основу. Бригантина значительно повышала защиту, добавляя ещё 5-8 кг к его весу.
Доспехи из пластин, появившиеся в X в., могли быть ламеллярными, в дальнейшем чешуйчатыми. Они надевались на кожаную или стёганую куртку, иногда на кольчугу. Пластины могли быть скреплены между собой разным способом, в дальнейшем их крепили к кожаной или матерчатой основе. Так они были более гибкими и подвижными. Характерный вид рыбьей чешуи имели чешуйчатые доспехи, пластины которых имели закруглённый нижний край.

## Латные доспехи

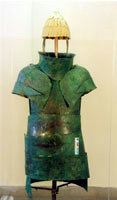
Ахейский бронзовый доспех, т. н. «доспех из Дендра (Греция)» (ок. 1400 г. до н. э.)

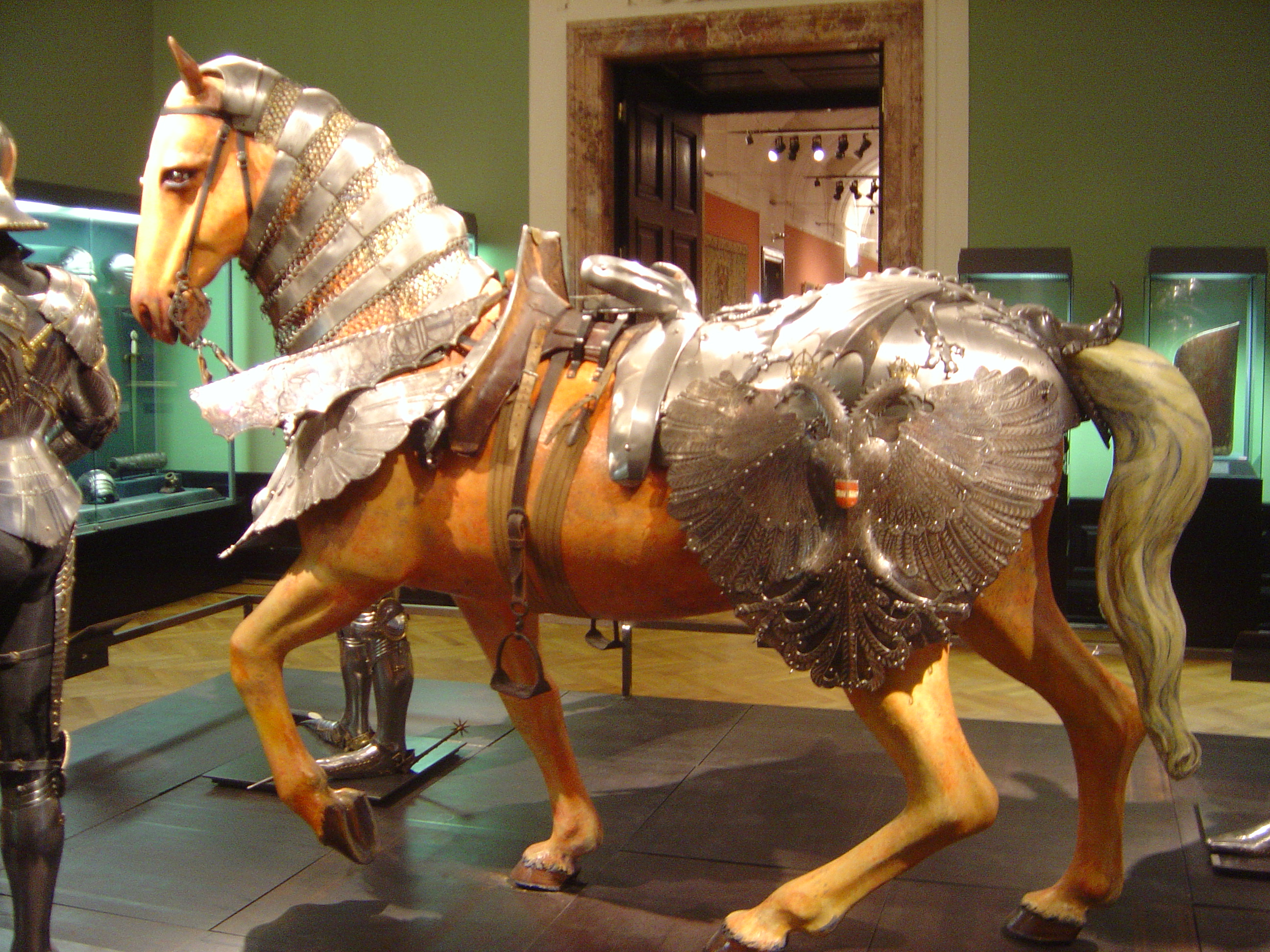
Бард — средневековый конский доспех

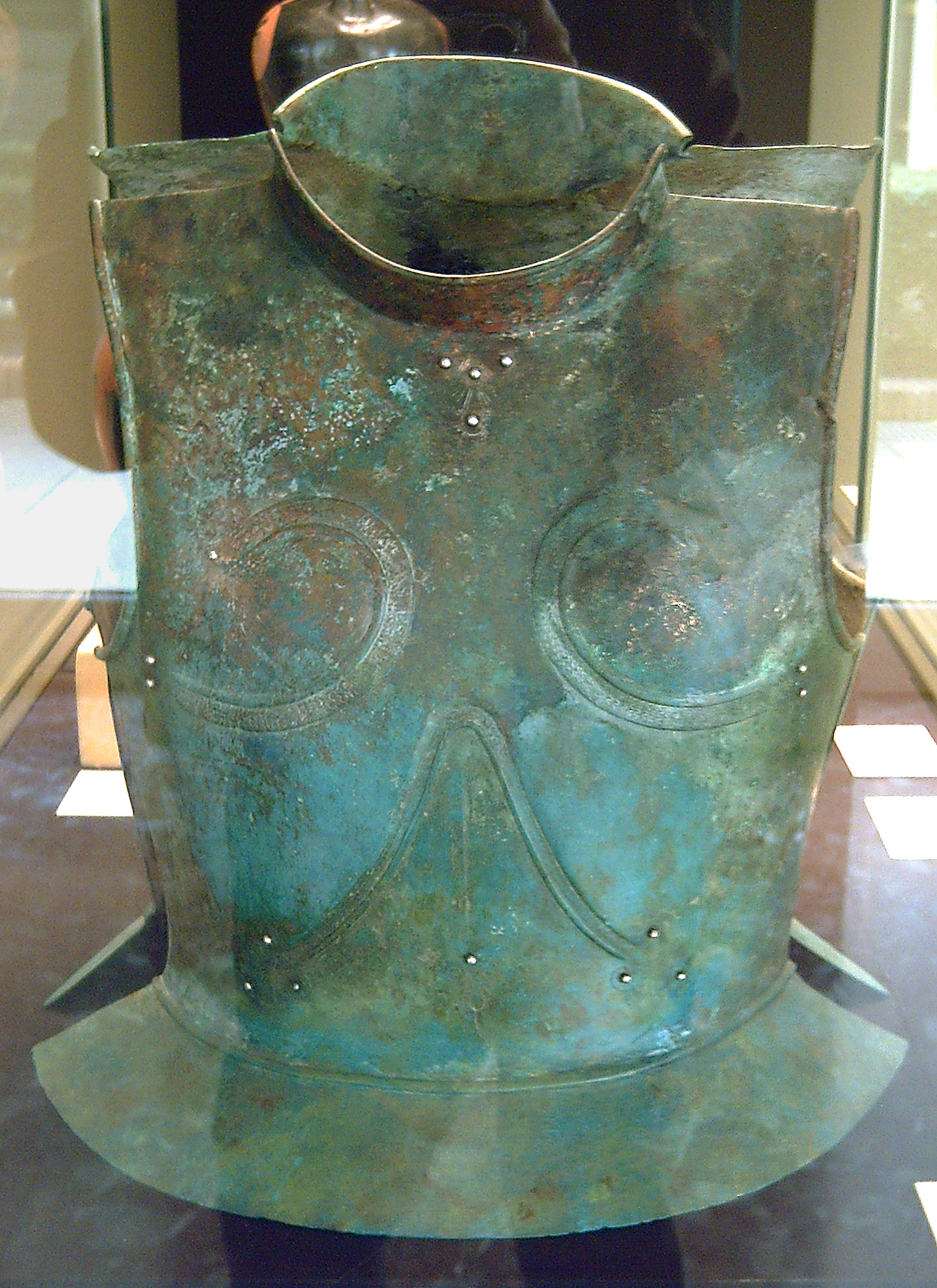
Древнегреческий «колоколовидный» бронзовый панцирь (кираса) архаического периода (620—580 гг. до н. э.)

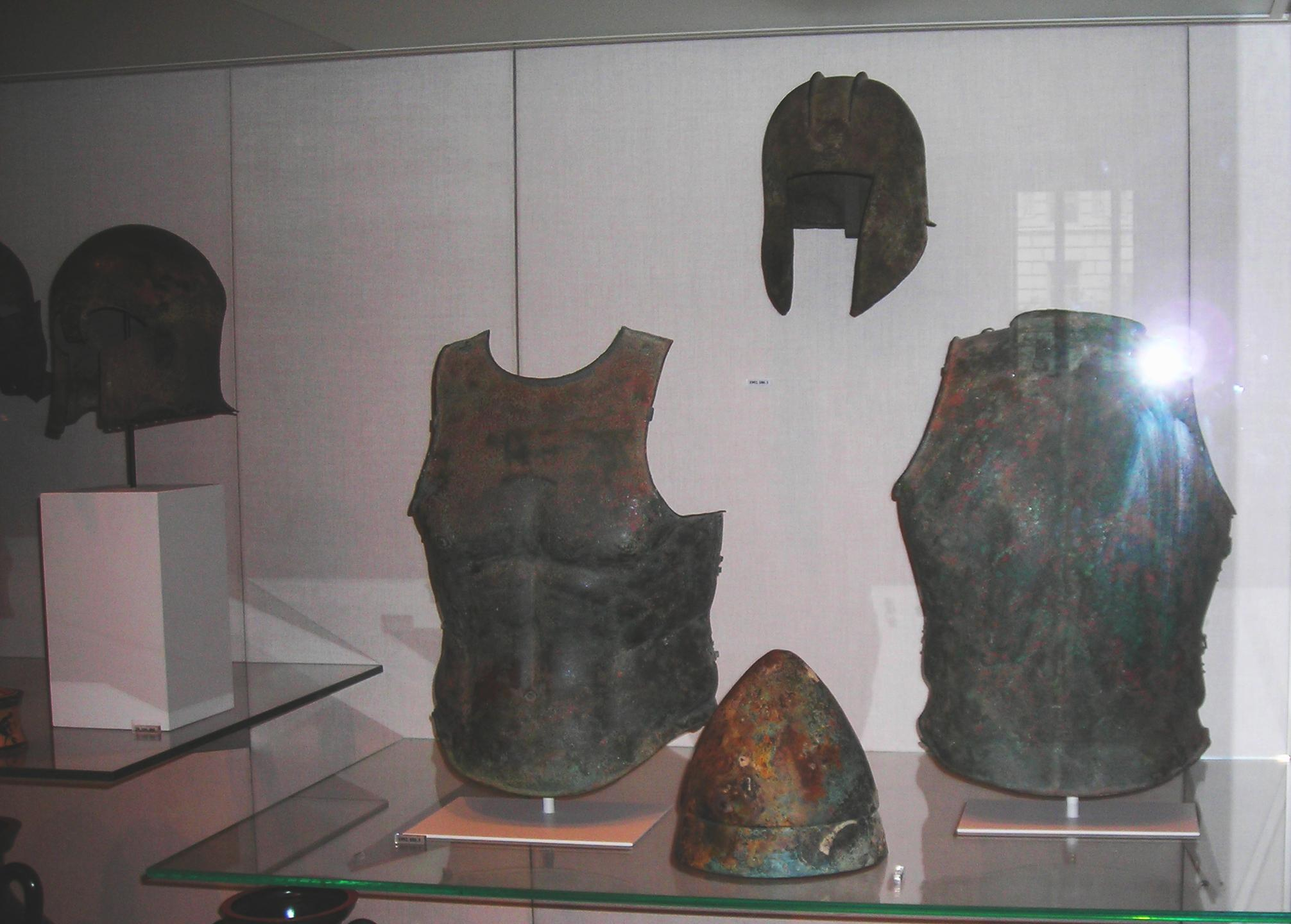
Древнегреческая анатомическая («мускульная») бронзовая кираса классического периода

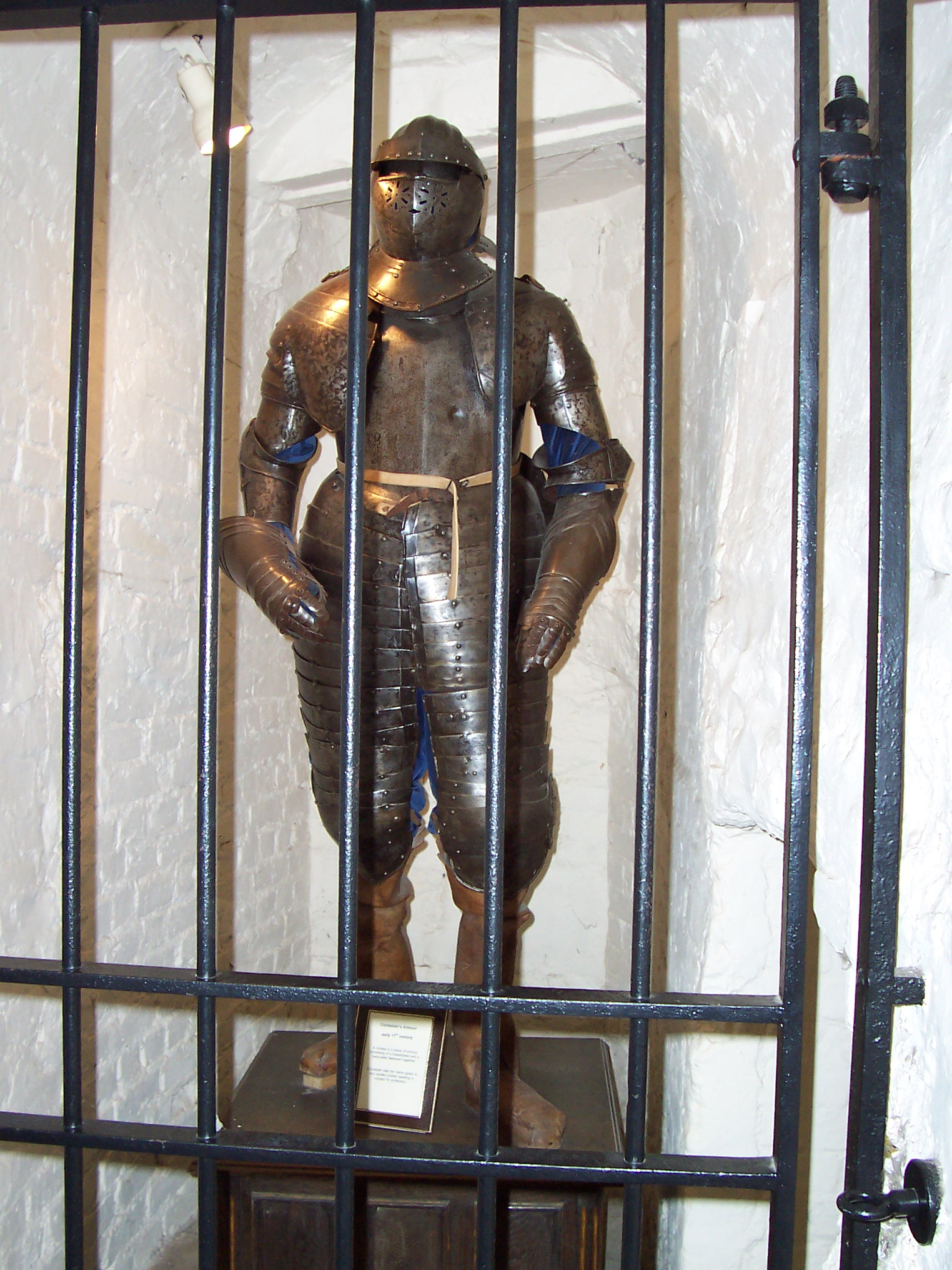
Доспех кирасира XVI века со следом от пули (очевидно, пистолетной). Скорее всего это был проверочный выстрел, показывающий качество изготовления. Иногда след пули имитировался молотком с круглой головкой

Хотя расцвет латных доспехов происходит лишь на закате Средних веков, отдельные элементы их, включая нагрудную кирасу, появились ещё в античную эпоху. Древнегреческие анатомические панцири изначально изготовлялись из бронзы, первые железные изделия этого типа появляются только на рубеже тысячелетий и широкого распространения не получают. Вне всякого сомнения, существовали образцы кирас из твёрдой кожи, но до наших дней они не дошли. Римские нагрудные панцири, как правило, использовались высшими командирами и знатью, а также преторианской гвардией.
Латные доспехи европейского Средневековья представляли собой вершину кузнечной промышленности того времени. Их вес разнился от одного до трёх десятков килограмм, полный комплект защищал почти всё тело владельца, уязвимыми оставались лишь сочленения пластин, подмышки и прорези для глаз в глухом шлеме.
По этим же причинам, их стоимость была весьма высока и качественный латный комплект мог стоить, без преувеличения, как целая деревня. Латные доспехи носились прежде всего рыцарями времён великого средневековья, поскольку остальная аристократия не имела желания принимать участие в битвах напрямую, а простолюдины не имели достаточных финансовых средств на покупку таких доспехов. Если оружие в те времена имело приемлемую цену для среднего горожанина, который мог купить его для самообороны или для обращения в наём, то вид латных доспехов не оставлял сомнений, что их носитель в скором времени применит своё оружие против таких же его обладателей.
Чаще всего такие доспехи изготовлялись частными кузницами на заказ, нередкой была гравировка и украшения готового изделия.